# Список нагород і номінацій Анджели Бассетт
Анджела Бассетт — американська акторка, режисерка, продюсерка та співачка. Бассетт отримала численні нагороди, в тому числі; три премії «Black Reel», дві премії «Золотий глобус», сім премій «NAACP Image» та премію Гільдії кіноакторів США, а також дві номінації на «Оскар» і вісім номінацій на «Еммі».
Анджела Бассетт почала свою акторську кар'єру в 1980-х роках, після закінчення Єльського університету. Після кількох другорядних ролей, у тому числі Реви Стайлз у фільмі «Хлопці на районі» (1991), Бассетт досягла успіху, зігравши співачку Тіну Тернер у біографічному фільмі «На що здатна любов» (1993), який приніс їй номінацію на премію «Оскар» за найкращу жіночу роль. Вона продовжувала зніматися в багатьох відомих і успішних фільмах, в тому числі; у ролі Бетті Шабаз у фільмах «Малколм Ікс» (1992) і «Пантера» (1995), у ролі Кетрін Джексон у фільмі «Джексони: Американська мрія» (1992), у ролі Волетти Воллес у фільмі «Ноторіус» (2009), у ролі доктора Аманди Воллер у фільмі «Зелений Ліхтар» (2011) та як Коретта Скотт Кінг у фільмі «Бетті й Коретта» (2013). Серед інших її відомих ролей у кіно — Бернандін Харріс у фільмі «Очікування видиху» (1995), Рейчел Константн у стрічці «Контакт» (1997), Стелла Пейн у фільмі «Захоплення Стелли» (1998), Джанет Вільямс у фільмі «Музика серця» (1999), Лінн Джейкобс у фільмах «Падіння Олімпу» (2013) і «Падіння Лондона» (2016), а також королева Рамонда у фільмах «Чорна Пантера» (2018), «Месники: Завершення» (2019) та «Чорна пантера: Ваканда назавжди» (2022).
На телебаченні роль Рози Паркс у телефільмі «Історія Рози Паркс» (2002) принесла їй номінацію на премію «Еммі» за найкращу жіночу роль у мінісеріалі або телефільмі. У 2013 році акторка отримала роль відьми Марі Лаво в третьому сезоні серіалу-антології «Американська історія жахів», за яку отримала другу номінацію на премію «Еммі». У четвертому сезоні шоу вона зіграла Дезіре Дюпрі, за що отримала ще одну номінацію на «Еммі». У п'ятому сезоні вона виконала роль Рамони Рояль, відомої кінозірки. Бассетт повернулася до шостого сезону серіалу, зігравши акторку-алкоголічку Моне Тумусійме, а у восьмому сезоні вона повторила роль Марі Лаво. У 2018 році Бассетт почала продюсувати та зніматися в драматичному серіалі «9-1-1», зігравши сержанта патрульної поліції Афіну Грант.

## Головні нагороди

### Оскар
| Рік  | Категорія                          | Робота                          | Результат | Прим. |
| ---- | ---------------------------------- | ------------------------------- | --------- | ----- |
| 1994 | Найкраща жіноча роль               | На що здатна любов              | Номінація | [ 1 ] |
| 2023 | Найкраща жіноча роль другого плану | Чорна Пантера: Ваканда назавжди | Номінація |       |
| 2024 | Видатні заслуги в кінематографі    | Видатні заслуги в кінематографі | Перемога  | [ 2 ] |

### БАФТА
| Рік  | Категорія                          | Робота                          | Результат | Прим. |
| ---- | ---------------------------------- | ------------------------------- | --------- | ----- |
| 2023 | Найкраща жіноча роль другого плану | Чорна Пантера: Ваканда назавжди | Номінація |       |

### Еммі
| Рік                      | Категорія                                                       | Робота                                  | Результат                | Прим.                    |
| Прайм-тайм премія «Еммі» | Прайм-тайм премія «Еммі»                                        | Прайм-тайм премія «Еммі»                | Прайм-тайм премія «Еммі» | Прайм-тайм премія «Еммі» |
| ------------------------ | --------------------------------------------------------------- | --------------------------------------- | ------------------------ | ------------------------ |
| 2002                     | Найкраща жіноча роль у мінісеріалі або телефільмі               | Історія Рози Паркс                      | Номінація                | [ 3 ]                    |
| 2014                     | Найкраща жіноча роль другого плану в мінісеріалі або телефільмі | Американська історія жаху: Шабаш        | Номінація                | [ 4 ]                    |
| 2015                     | Найкраща жіноча роль другого плану в мінісеріалі або телефільмі | Американська історія жаху: Шоу виродків | Номінація                |                          |
| 2017                     | Найкраща запрошена акторка в комедійному телесеріалі            | Майстер нічого                          | Номінація                |                          |
| 2019                     | Найкращий оповідач                                              | Потоп                                   | Номінація                |                          |
| 2020                     | Найкращий оповідач                                              | Уявна історія                           | Номінація                | [ 5 ]                    |
| 2020                     | Найкраща запрошена акторка в комедійному телесеріалі            | Дами жартують по-чорному                | Номінація                |                          |
| 2023                     | Найкращий оповідач                                              | На добраніч, Оппі                       | Номінація                |                          |
| Денна премія «Еммі»      |                                                                 |                                         |                          |                          |
| 1996                     | Найкраща виконавиця в дитячій програмі                          | Час для історій                         | Номінація                | [ 6 ]                    |
| 2003                     | Найкраща спеціальна дитяча програма                             | Наша Америка                            | Номінація                | [ 7 ]                    |

### Золотий глобус
| Рік  | Категорія                                      | Робота                          | Результат | Прим. |
| ---- | ---------------------------------------------- | ------------------------------- | --------- | ----- |
| 1994 | Найкраща жіноча роль — комедія або мюзикл      | На що здатна любов              | Перемога  | [ 8 ] |
| 2023 | Найкраща жіноча роль другого плану — кінофільм | Чорна Пантера: Ваканда назавжди | Перемога  |       |

### Премія Гільдії кіноакторів США
| Рік  | Категорія                                         | Робота                          | Результат | Прим.  |
| ---- | ------------------------------------------------- | ------------------------------- | --------- | ------ |
| 2002 | Найкраща жіноча роль у мінісеріалі або телефільмі | Ресторанчик Рубі                | Номінація | [ 9 ]  |
| 2014 | Найкраща жіноча роль у мінісеріалі або телефільмі | Бетті й Коретта                 | Номінація | [ 10 ] |
| 2019 | Найкращий акторський склад в ігровому кіно        | Чорна Пантера                   | Перемога  | [ 11 ] |
| 2023 | Найкраща жіноча роль другого плану                | Чорна Пантера: Ваканда назавжди | Номінація |        |

## Нагороди індустрії чорношкірих

### NAACP Image Awards
| Рік  | Категорія                                                     | Робота                                  | Результат | Прим.  |
| ---- | ------------------------------------------------------------- | --------------------------------------- | --------- | ------ |
| 1995 | Найкраща жіноча роль другого плану                            | Малкольм Ікс                            | Перемога  | [ 12 ] |
| 1995 | Найкраща жіноча роль                                          | На що здатна любов                      | Перемога  |        |
| 1996 | Найкраща жіноча роль                                          | Чекаємо на видих                        | Перемога  | [ 13 ] |
| 1997 | Найкраща жіноча роль другого плану                            | Контакт                                 | Номінація | [ 14 ] |
| 1999 | Найкраща жіноча роль                                          | Захоплення Стелли                       | Перемога  | [ 15 ] |
| 2000 | Найкраща жіноча роль другого плану                            | Музика серця                            | Перемога  | [ 16 ] |
| 2001 | Найкраща жіноча роль                                          | Бозман і Лена                           | Номінація | [ 17 ] |
| 2002 | Найкраща жіноча роль другого плану                            | Ведмежатник                             | Перемога  | [ 18 ] |
| 2002 | Найкраща жіноча роль у мінісеріалі або телефільмі             | Ресторанчик Рубі                        | Перемога  |        |
| 2003 | Найкраща жіноча роль у мінісеріалі або телефільмі             | Історія Рози Паркс                      | Перемога  |        |
| 2005 | Найкраща жіноча роль                                          | Містер 3000                             | Номінація | [ 19 ] |
| 2007 | Найкраща жіноча роль другого плану                            | Випробування Акілли                     | Номінація | [ 20 ] |
| 2009 | Найкраща жіноча роль                                          | Знайомство з Браунами                   | Номінація | [ 21 ] |
| 2009 | Найкраща жіноча роль другого плану в драматичному телесеріалу | Швидка допомога                         | Перемога  |        |
| 2014 | Найкраща жіноча роль другого плану                            | Чорне Різдво                            | Перемога  | [ 22 ] |
| 2014 | Найкраща жіноча роль у мінісеріалі або телефільмі             | Американська історія жаху: Шабаш        | Номінація |        |
| 2014 | Найкраща жіноча роль у мінісеріалі або телефільмі             | Бетті й Коретта                         | Номінація |        |
| 2015 | Найкраща жіноча роль у мінісеріалі або телефільмі             | Американська історія жаху: Шоу виродків | Номінація | [ 23 ] |
| 2016 | Найкраща жіноча роль другого плану                            | Чірак                                   | Номінація | [ 24 ] |
| 2016 | Найкраща жіноча роль у мінісеріалі або телефільмі             | Американська історія жаху: Готель       | Номінація |        |
| 2020 | Найкраща жіноча роль у драматичному телесеріалі               | 9-1-1                                   | Перемога  |        |
| 2021 | Найкраща жіноча роль у драматичному телесеріалі               | 9-1-1                                   | Перемога  |        |
| 2021 | Найкраще акторське озвучування                                | Душа                                    | Номінація |        |
| 2022 | Найкраща жіноча роль у драматичному телесеріалі               | 9-1-1                                   | Перемога  | [ 25 ] |

## Інші нагороди

### Асоціація кінокритиків Вашингтона, округ Колумбія
| Рік  | Категорія                      | Робота                          | Результат | Прим. |
| ---- | ------------------------------ | ------------------------------- | --------- | ----- |
| 2022 | Найкраща акторка другого плану | Чорна Пантера: Ваканда назавжди | Номінація |       |

### Асоціація кінокритиків Чикаго
| Рік  | Категорія                     | Робота             | Результат | Прим.  |
| ---- | ----------------------------- | ------------------ | --------- | ------ |
| 1993 | Найбільш перспективна акторка | Малкольм Ікс       | Номінація | [ 26 ] |
| 1994 | Найкраща акторка              | На що здатна любов | Номінація | [ 27 ] |

### Асоціація кінокритиків Далласа/Форт-Верт
| Рік  | Категорія        | Робота             | Результат | Прим.  |
| ---- | ---------------- | ------------------ | --------- | ------ |
| 1994 | Найкраща акторка | На що здатна любов | Номінація | [ 28 ] |

### Асоціація кінокритиків Сейнт-Луїса
| Рік  | Категорія                      | Робота                          | Результат | Прим. |
| ---- | ------------------------------ | ------------------------------- | --------- | ----- |
| 2022 | Найкраща акторка другого плану | Чорна Пантера: Ваканда назавжди | Номінація |       |

### Вибір критиків
| Рік                          | Категорія                                     | Робота                          | Результат                   | Прим.                       |
| Кінопремія «Вибір критиків»  | Кінопремія «Вибір критиків»                   | Кінопремія «Вибір критиків»     | Кінопремія «Вибір критиків» | Кінопремія «Вибір критиків» |
| ---------------------------- | --------------------------------------------- | ------------------------------- | --------------------------- | --------------------------- |
| 2019                         | Найкращий акторський склад                    | Чорна Пантера                   | Номінація                   | [ 29 ]                      |
| 2023                         | Найкраща акторка другого плану                | Чорна Пантера: Ваканда назавжди | Перемога                    |                             |
| Вибір телевізійних критиків  |                                               |                                 |                             |                             |
| 2013                         | Найкраща акторка в мінісеріалі або телефільмі | Бетті й Коретта                 | Номінація                   | [ 30 ]                      |
| Critics' Choice Super Awards |                                               |                                 |                             |                             |
| 2021                         | Найкраща акторка екшн-серіалу                 | 9-1-1                           | Перемога                    | [ 31 ]                      |
| 2022                         | Найкраща акторка екшн-серіалу                 | 9-1-1                           | Номінація                   | [ 32 ]                      |
| 2023                         | Найкраща акторка екшн-серіалу                 | 9-1-1                           | Номінація                   |                             |
| 2023                         | Найкраща акторка фільму про супергероїв       | Чорна Пантера: Ваканда назавжди | Перемога                    |                             |

### Вибір народу
| Рік  | Категорія                     | Робота | Результат | Прим.  |
| ---- | ----------------------------- | ------ | --------- | ------ |
| 2021 | Найкраща акторка-телезірка    | 9-1-1  | Номінація | [ 33 ] |
| 2021 | Найкраща драматична телезірка | 9-1-1  | Номінація | [ 33 ] |

### Голлівудська асоціація критиків
| Рік             | Категорія                                 | Робота                          | Результат       | Прим.           |
| HCA Film Awards | HCA Film Awards                           | HCA Film Awards                 | HCA Film Awards | HCA Film Awards |
| --------------- | ----------------------------------------- | ------------------------------- | --------------- | --------------- |
| 2023            | Найкраща акторка другого плану            | Чорна Пантера: Ваканда назавжди | Перемога        |                 |
| HCA TV Awards   |                                           |                                 |                 |                 |
| 2023            | Найкраща акторка драматичного телесеріалу | 9-1-1                           | Номінація       |                 |

### Коло кінокритиків Сансету
| Рік  | Категорія                      | Робота                          | Результат | Прим.  |
| ---- | ------------------------------ | ------------------------------- | --------- | ------ |
| 2022 | Найкраща акторка другого плану | Чорна Пантера: Ваканда назавжди | Номінація | [ 34 ] |

### MTV Movie Awards
| Рік  | Категорія        | Робота             | Результат | Прим.  |
| ---- | ---------------- | ------------------ | --------- | ------ |
| 1994 | Найкраща акторка | На що здатна любов | Номінація | [ 35 ] |

### Сатурн
| Рік  | Категорія            | Робота    | Результат | Прим.  |
| ---- | -------------------- | --------- | --------- | ------ |
| 1996 | Найкраща кіноакторка | Дивні дні | Перемога  | [ 36 ] |

### Супутник
| Рік  | Категорія                                  | Робота                          | Результат | Прим. |
| ---- | ------------------------------------------ | ------------------------------- | --------- | ----- |
| 2023 | Найкраща акторка другого плану – кінофільм | Чорна Пантера: Ваканда назавжди | Номінація |       |